# 亞利桑那州第五國會選區
亞利桑那州第五國會選區（英語：Fifth Congressional District of Arizona）是美国亞利桑那州的九個國會選區之一，始於1983年，2013年起包括梅薩的東部、錢德勒、吉爾伯特和女王溪。
該選區在2000年以後的總統選區一直支持共和黨，在眾議員選舉方面，2011年後也是由共和黨代表該區。目前當區眾議員為2017年上任、共和黨籍的安迪·比格斯。